# Узкоколейная железная дорога Кушаверского торфопредприятия
Узкоколейная железная дорога Кушаверского торфопредприятия (ООО «Кушавераторф») — торфовозная узкоколейная железная дорога. Колея 750 мм, максимальная длина 60 км, эксплуатируется в настоящее время 16 км. год открытия: 1967 год. Торфопредприятие является одним из ведущих предприятий по добыче и переработке торфа в Новгородской области.

## История

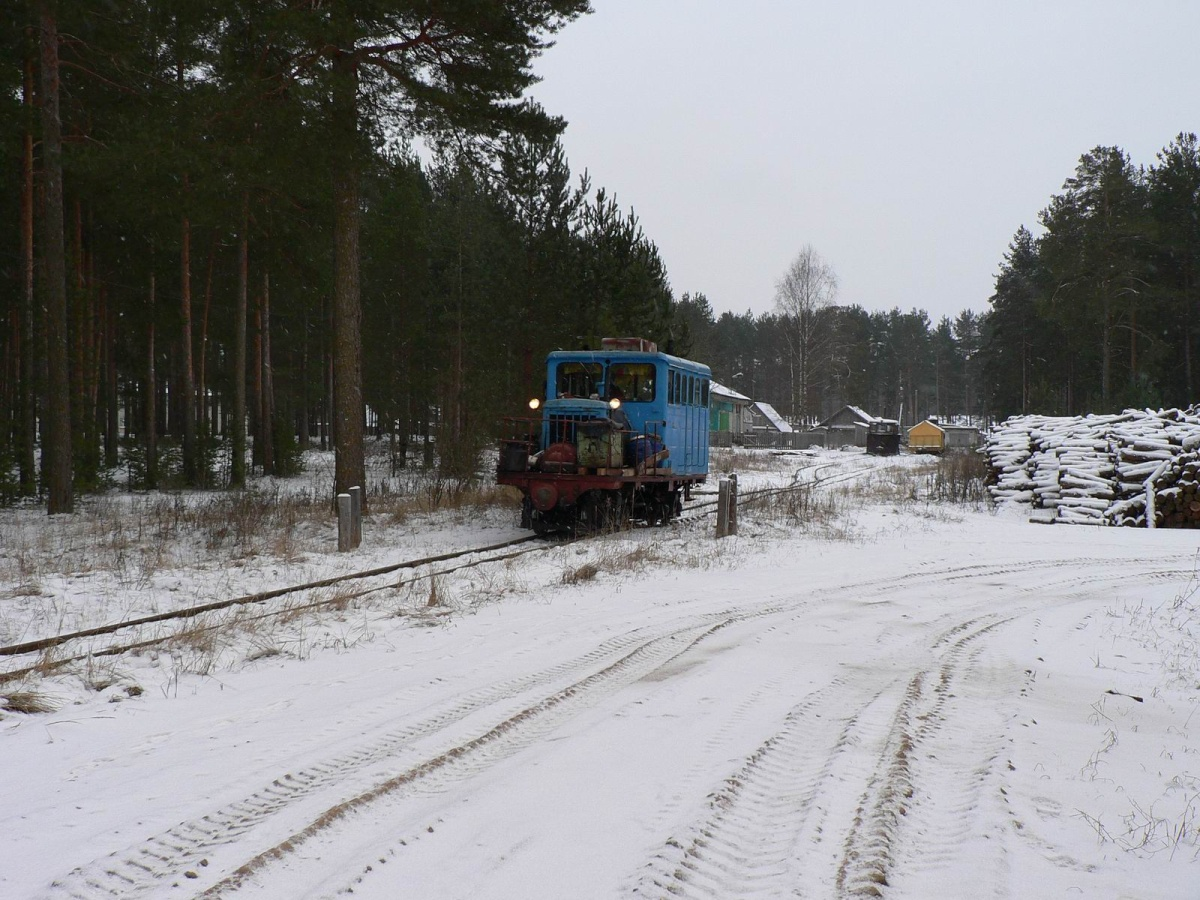
ЭСУ2А-568 в поселке Юбилейный

Кушаверское т/пр находится в посёлке Юбилейный, расположенном в Хвойнинском районе. Строительство основных объектов торфопредприятия началось в 1967 году, узкоколейная железная дорога строилась для вывозки торфа и для подвоза рабочих к торфяникам. В 1971 году торфопредприятие приступило к отгрузке торфа потребителям. Протяжённость узкоколейной железной дороги на пике её развития составляла около 60 километров. В 1994 году был прекращён перегруз торфа на широкую колею и поставка топливного торфа ТЭЦ.

### Современное состояние
Узкоколейная железная дорога работает, грузовое движение транспортировка торфа и перевозка рабочих к торфяникам. Протяжённость без учёта станционных путей, составляет около 16 километров. По состоянию на 2014 год узкоколейная железная дорога действует, перспективы работы есть.

## Кушаверское т/пр

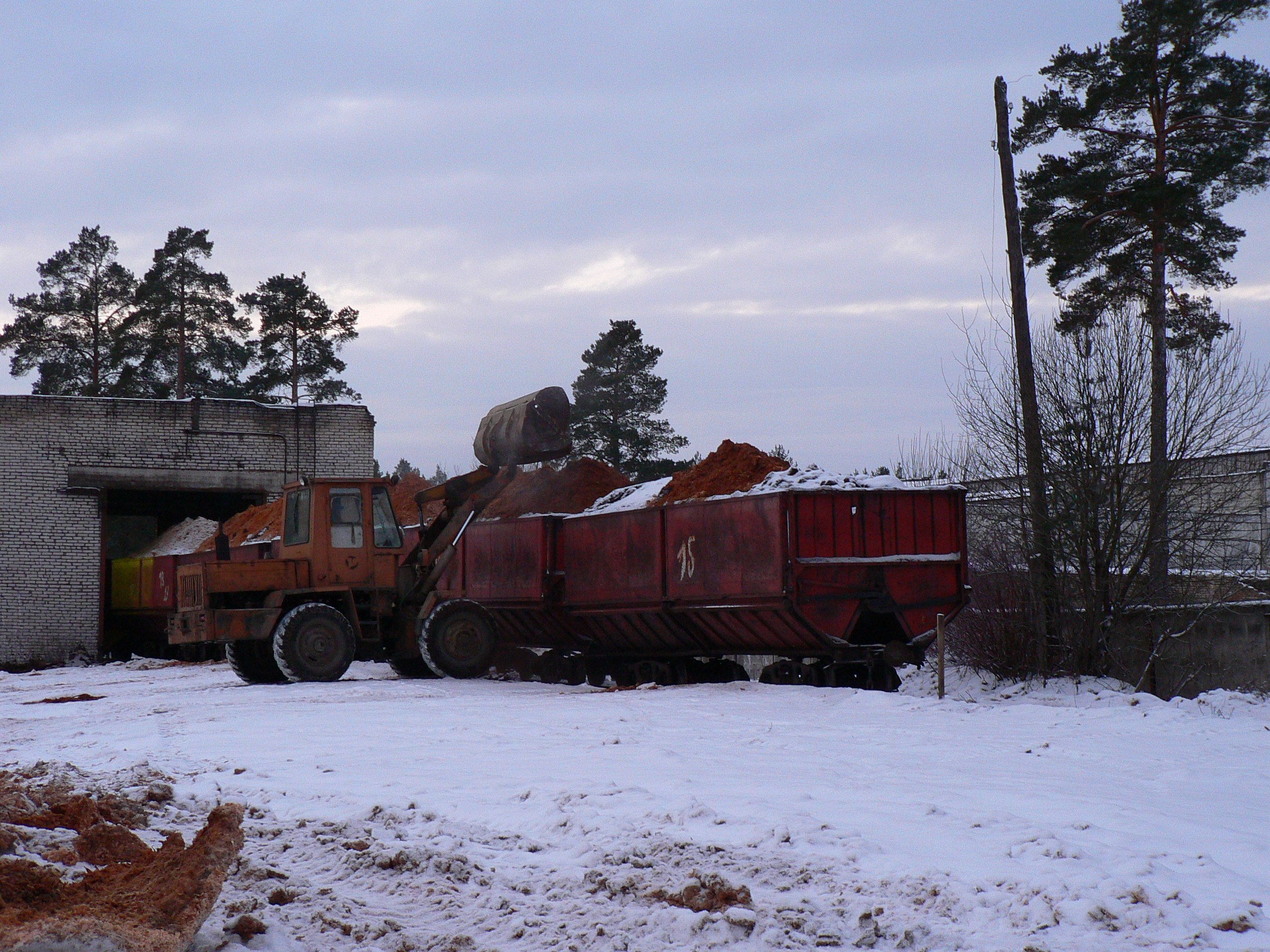
Полувагоны ТСВ-6А с фрезерным торфом

Кушаверское торфопредприятие (ООО «Кушавераторф») — российская торфодобывающая компания, осуществляющая разработку торфяных месторождений на территории Новгородской области. Топливный торф используется на котельной посёлка Юбилейный, реализуется сельскохозяйственный торф и торфяное удобрение «Экогрунт серия PRO».

### Деятельность
В настоящее время торфопредприятие ООО «Кушавераторф» ведет добычу торфа на торфомассиве «Семёновские Вельги». Кушаверское торфопредприятие производит и реализует фасованный растительный грунт на основе торфа в ассортименте, топливный торф, а также торфяное удобрение «Экогрунт серия PRO». Кушаверское т/пр относится к числу перспективных, по расчётам запасов торфа при нынешних темпах добычи хватит на 4 тысячи лет.

## Подвижной состав

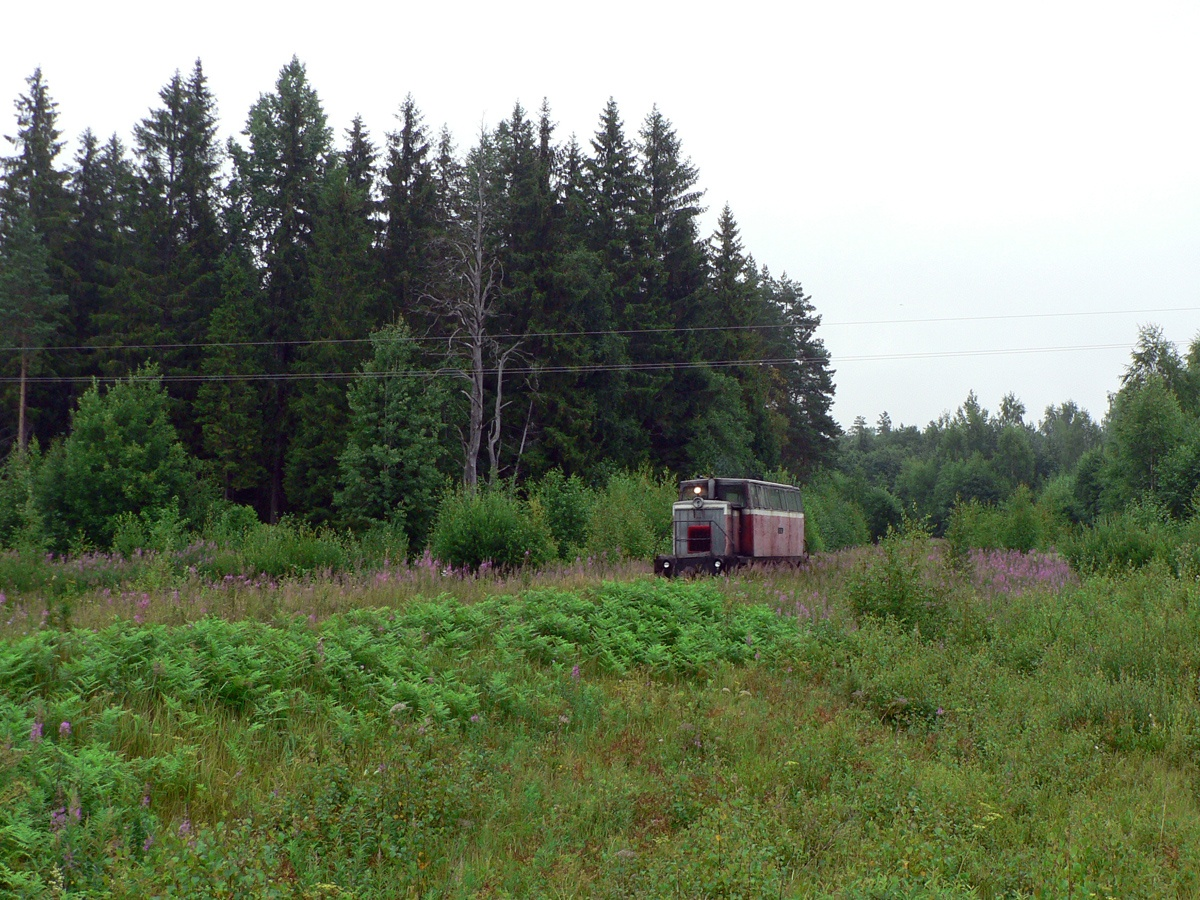
ТУ6П—0013

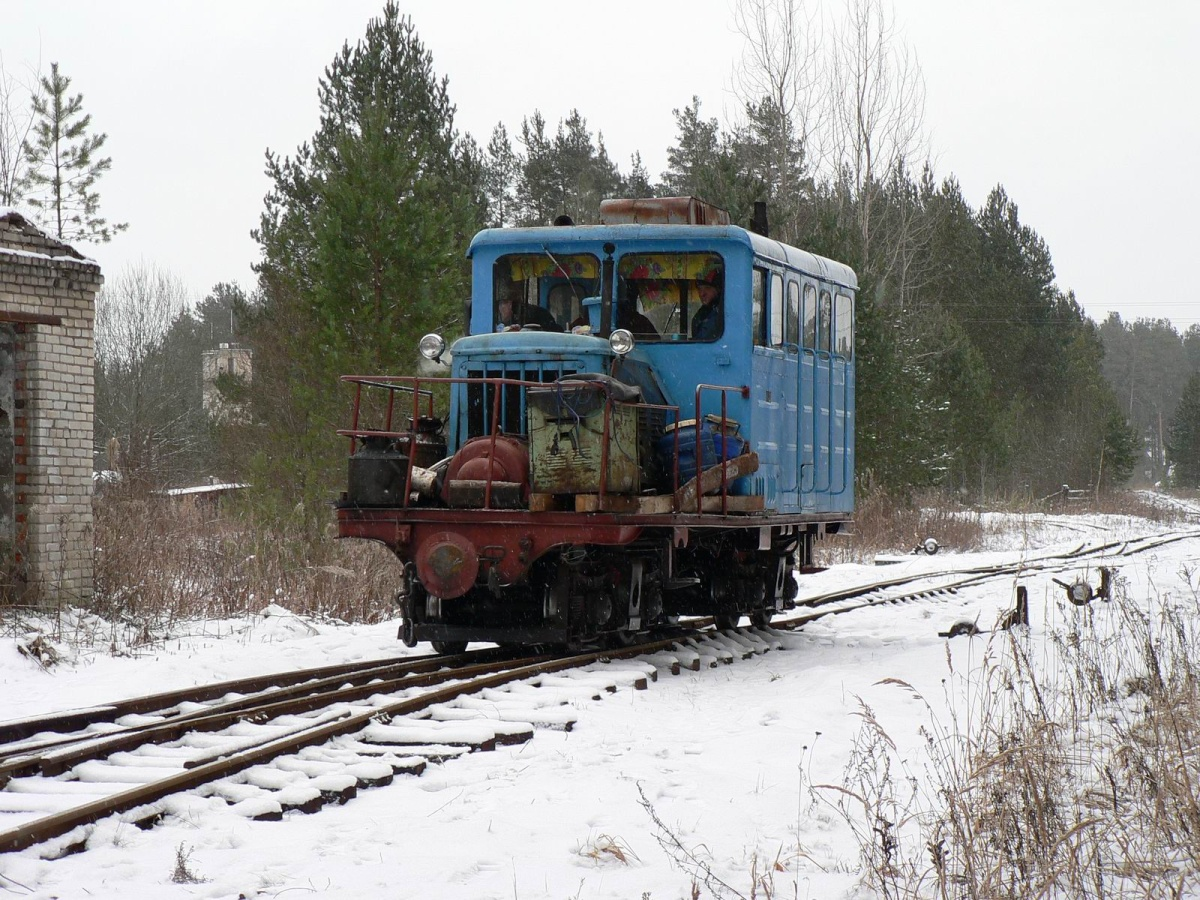
ЭСУ2А-568

### Локомотивы
- ТУ6Д — № 0236
- ТУ6П — № 0013
- ТУ6А — № 2994, 3187
- ЭСУ2А — № 568, 733, 822

### Вагоны
- Вагоны ПВ40
- Вагоны цистерны
- Хопперы-дозаторы
- Вагоны платформы
- Полувагоны для торфа
- Вагон транспортёр для перевозки крупногабаритной торфодобывающей техники.

### Путевые машины
- Снегоочиститель ПС1
- Путеукладчики ППР2МА

## Фотогалерея

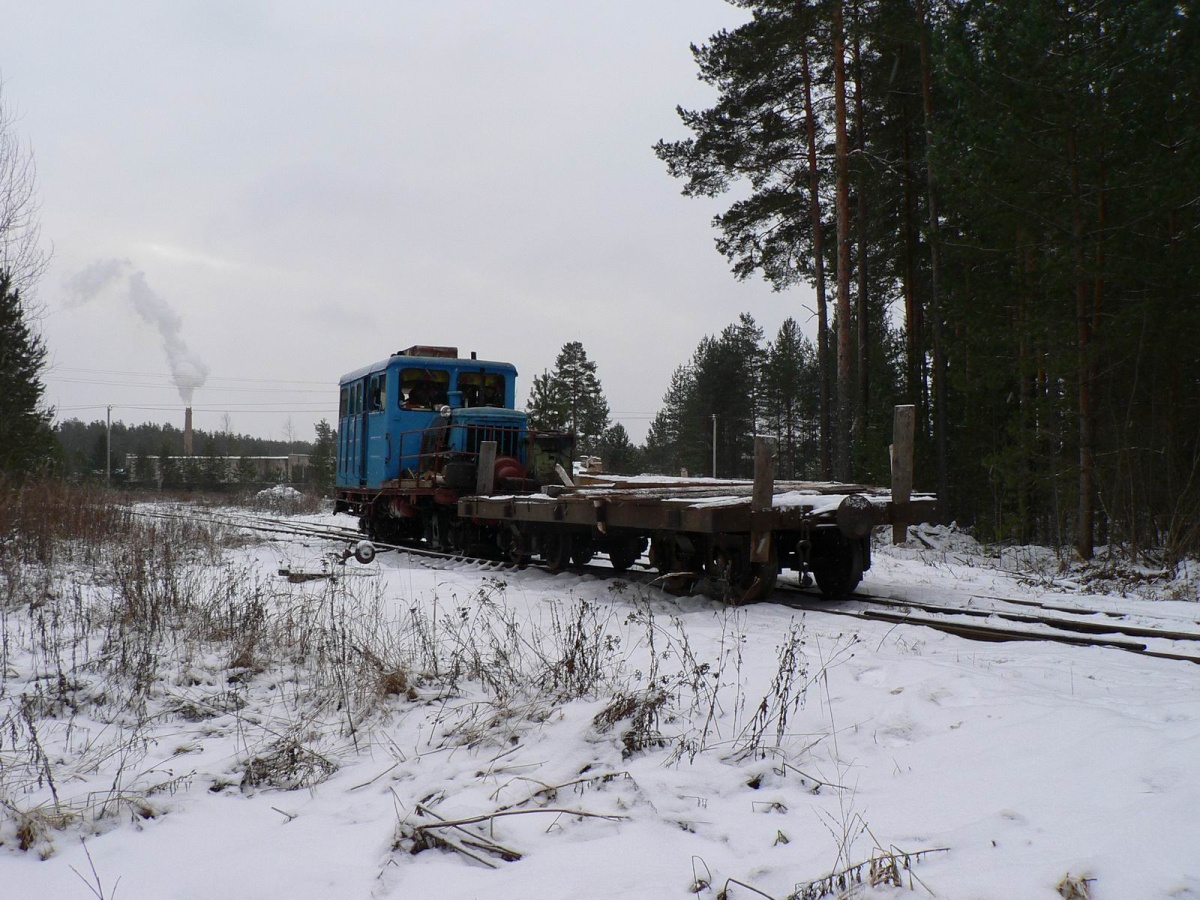
ЭСУ2А-568 с путейской платформой
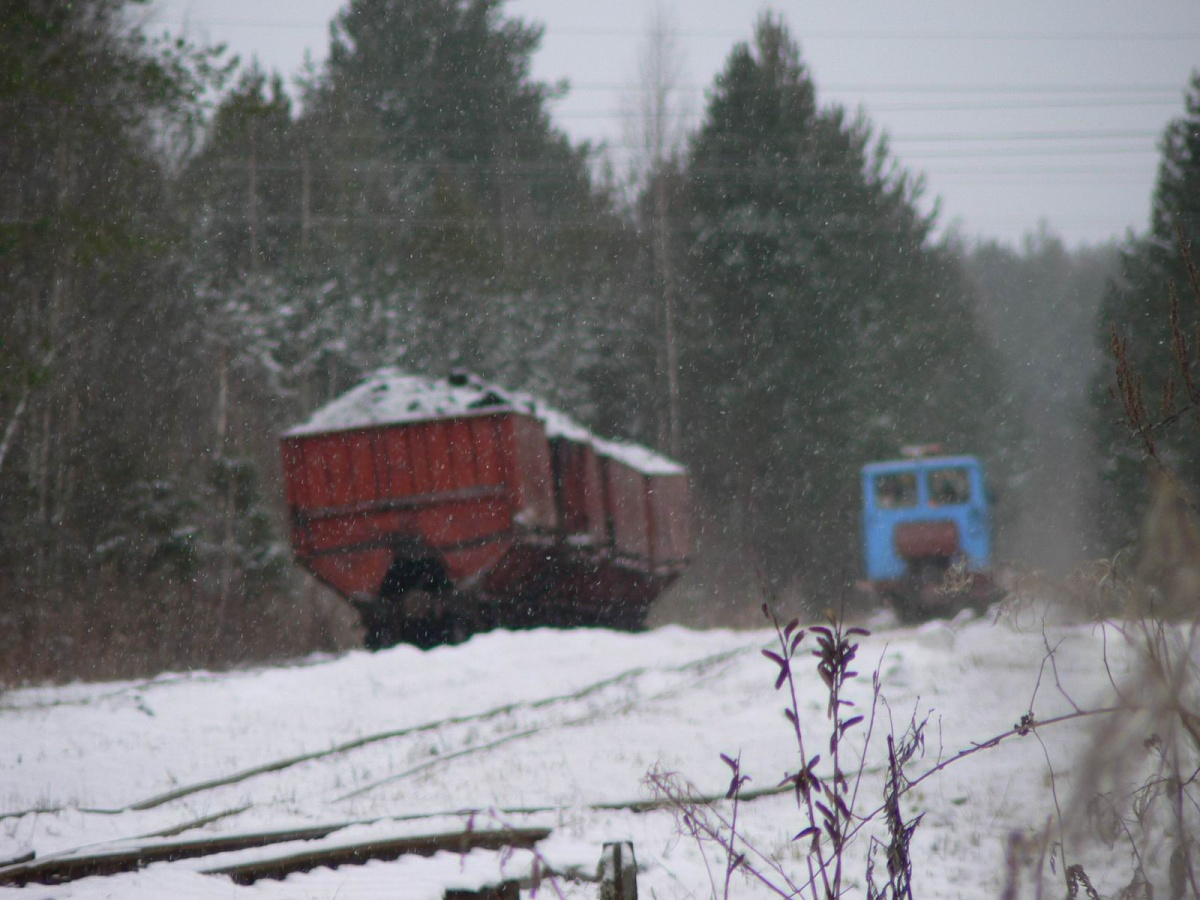
Полувагоны для торфа ТСВ-6А
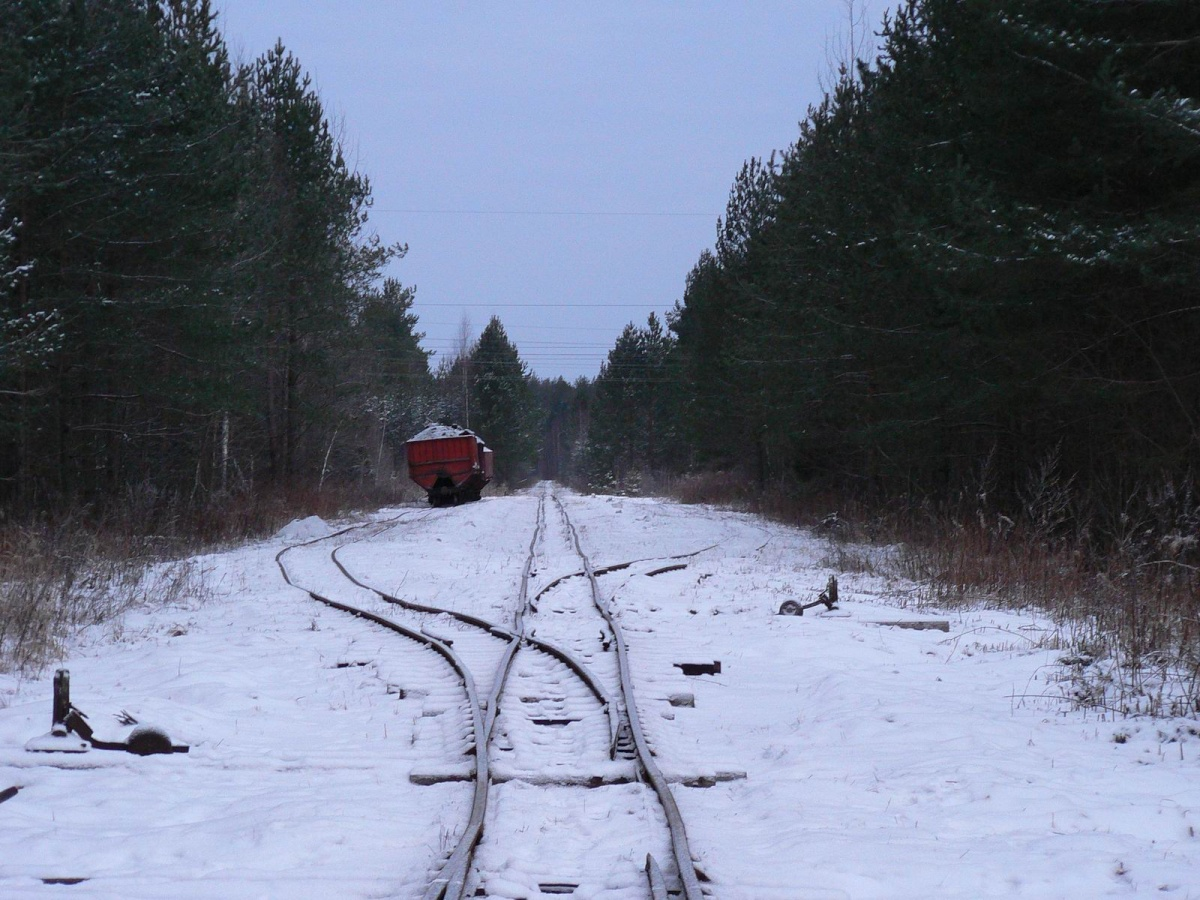
Станция в посёлке Юбилейный
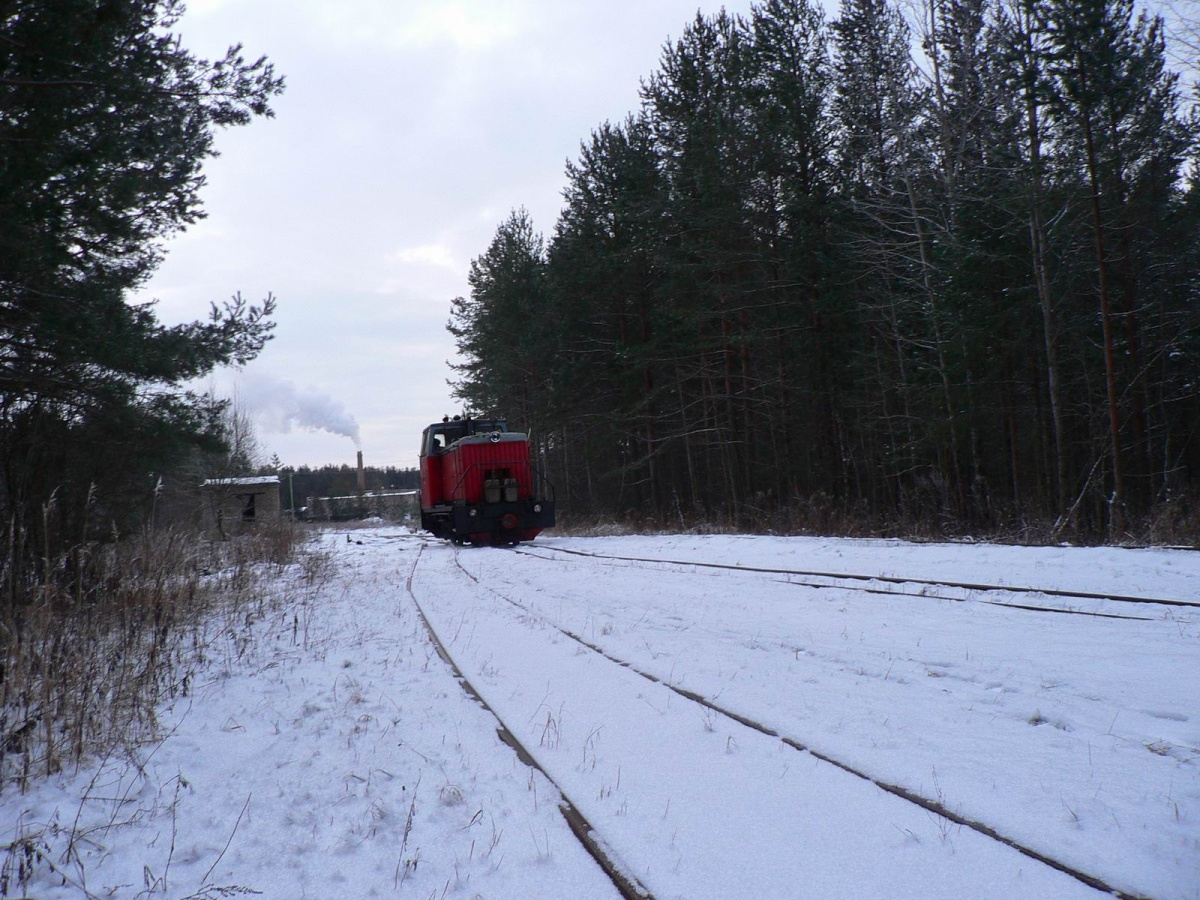
Тепловоз ТУ6А-3187 подъезжает к поселку Юбилейный